# Joel Obi
Joel Chukwuma Obi (Lagos, 1991. május 22.) nigériai labdarúgó, a Serie A-ban  szereplő Internazionale és a nigériai válogatott középpályása.